# Ozyptila strandi
Ozyptila strandi is een spinnensoort in de taxonomische indeling van de krabspinnen (Thomisidae).
Het dier behoort tot het geslacht Ozyptila. De wetenschappelijke naam van de soort werd voor het eerst geldig gepubliceerd in 1939 door Gábor von Kolosváry.